# دونالد توماس
دونالد توماس (انگلیسی: Donald Thomas؛ زادهٔ ۱۰ ژوئیهٔ ۱۹۸۴) ورزشکار دو و میدانی پرش ارتفاع اهل باهاما است.